# 1771
1771 (số La Mã: MDCCLXXI) là một năm thường bắt đầu vào ngày thứ Ba trong lịch Gregory (hay một năm thường bắt đầu vào thứ Bảy, chậm hơn 11 ngày, trong lịch Julius).

## Sự kiện
- Anh em Tây Sơn ở Đàng Trong nước Đại Việt nổi dậy chống chúa Nguyễn
- 20 tháng 4 - Danh họa Francisco de Goya thông báo gửi bức vẽ Aníbal vencedor contempla por primera vez Italia desde los Alpes tham dự cuộc thi do Học viện Mỹ thuật Parma tổ chức, nhưng không đoạt giải.[1]

## Sinh
- 13 tháng 4 - Richard Trevithick, nhà phát minh Anh (mất 1833)
- 18 tháng 4 - Karl Philipp Fürst zu Schwarzenberg, đại nguyên soái Áo (mất 1820)
- 27 tháng 4 - Jean Rapp, tướng Pháp (mất 1821)
- 16 tháng 5 - Louis Henri Loison, tướng Pháp
- 5 tháng 6 - Ernest Augustus I của Hanover
- 15 tháng 8 - Sir Walter Scott, nhà phát minh người Scotland
- 5 tháng 9 - Archduke Charles của Áo, tướng và chính khách Áo
- 23 tháng 9 - Nhật hoàng Kokaku của Nhật